# Conférence de Zimmerwald
La conférence de Zimmerwald est une réunion de militants socialistes qui s'est tenue dans le village suisse de Zimmerwald (canton de Berne) du 5 au 8 septembre 1915, au cours de la Première Guerre mondiale,.
L'objectif de la conférence était de rassembler les socialistes fidèles à l'internationalisme et de lutter contre la guerre et contre le triomphe du chauvinisme et du militarisme dans la social-démocratie : les participants condamnaient la participation à des gouvernements d'Union sacrée dans les pays belligérants, participation qu'ils assimilaient au nationalisme.

## La Deuxième Internationale
La Deuxième Internationale se désagrégea dès le début de la guerre. Dans l'Empire allemand, la fraction du SPD au Reichstag accepta l'entrée en guerre et vota les crédits de guerre et l'union civique (Burgfrieden) dès le 4 août 1914, contrairement à leur programme et à leurs engagements internationaux. En France, les socialistes soutinrent l'entrée en guerre. Jean Jaurès s'opposa alors aux autres socialistes et mit en avant ses positions pacifistes. Il fut assassiné peu de temps avant l'entrée en guerre par un nationaliste et son parti se rallia à l'Union sacrée.
Les rares opposants à la guerre au sein du SPD se regroupèrent le 5 août 1914 au sein du Gruppe Internationale, duquel naquit la Ligue spartakiste en 1915, et puis le KPD (Parti communiste allemand) en 1918. Ils aspiraient à une révolution socialiste qui devait également éviter les guerres futures. En décembre 1914, Karl Liebknecht refusa de voter les crédits de guerre, Otto Rühle fit de même en janvier 1915. Quelques mois plus tard, les socialistes qui ne se reconnaissent plus dans l'action de leur parti se réunissent à Zimmerwald.

## La conférence
La conférence de Zimmerwald, organisée par le socialiste suisse Robert Grimm, réunit trente-huit délégués de différents pays d'Europe. Organisée en secret, elle était aux yeux des autorités de l’époque une réunion d’ornithologues. Les délégués représentaient des partis socialistes ou des groupes socialistes en opposition avec les partis officiels, qui soutiennent — comme le SPD ou la SFIO — l'entrée en guerre de leurs pays respectifs. Dans le manifeste rédigé par Christian Rakovski, Giuseppe Emanuele Modigliani (it) et Léon Trotski[réf. nécessaire], on peut d'ailleurs lire concernant le SPD : « Étant donné son attitude à l'égard de la guerre, le Parti officiel n'a pas été invité » ; et pour la SFIO : « Ici également on a dû s'abstenir d'inviter le Parti officiel qui est engagé dans la voie de la politique gouvernementale ». La conférence réunit des représentants allemands, français, russes, italiens, britanniques, suisses, suédois, norvégiens, néerlandais, polonais, roumains, bulgares ainsi que du Bund, l'organisation socialiste des travailleurs juifs en Europe de l'Est.
Les délégués dénoncèrent la guerre dans un manifeste en plusieurs parties dont la Déclaration franco-allemande commune aux socialistes et syndicalistes français et allemands. La déclaration franco-allemande proclame : « Après un an de massacre, le caractère nettement impérialiste de la guerre s'est de plus en plus affirmé ; c'est la preuve qu'elle a ses causes dans la politique impérialiste et coloniale de tous les gouvernements, qui resteront responsables du déchaînement de ce carnage ». La guerre est un produit de l'impérialisme, du chauvinisme et du militarisme. Ce manifeste appelle également à l'union des travailleurs de tous les pays dans la lutte contre la guerre : « Il faut entreprendre cette lutte pour la paix, pour la paix sans annexions ni indemnités de guerre. Mais une telle paix n'est possible qu'à condition de condamner toute pensée de violation des droits et des libertés des peuples ». Les socialistes vont se rassembler par la suite à Kiental du 24 au 30 avril 1916, leur rassemblement prenant une tournure plus révolutionnaire.
La conférence publia un manifeste, rédigé entre autres par Léon Trotsky, dénonçant la guerre comme barbarie directement produite par le capitalisme, ainsi que le chauvinisme et le militarisme : « Quels que soient les responsables immédiats du déchaînement de cette guerre, une chose est certaine : la guerre qui a provoqué tout ce chaos est le produit de l'impérialisme. Elle est issue de la volonté des classes capitalistes de chaque nation de vivre de l'exploitation du travail humain et des richesses naturelles de l'univers ». Ce manifeste appelait également à l'union des travailleurs de tous les pays dans la lutte contre la guerre, et dénonçait les dirigeants socialistes ayant abandonné leurs idées.

## La «gauche de Zimmerwald»
La conférence comprenait en réalité deux tendances distinctes, le manifeste publié reprenant leurs idées communes. La majorité pacifiste des délégués souhaitait que la conférence serve uniquement à affirmer la volonté de défendre l'idéal internationaliste et de l'opposition à la « guerre impérialiste ». Cependant, une minorité appelée la « gauche de Zimmerwald », ou « gauche zimmerwaldienne », et menée en particulier par Lénine, jugeait que la capitulation des dirigeants socialistes de la IIe Internationale devant le nationalisme et la guerre constituait une trahison extrêmement grave. La IIe Internationale s'étant donné comme priorité la lutte contre la guerre, cela signifiait la faillite de celle-ci. Pour Lénine, cet échec tragique rendait indispensable la fondation d'une nouvelle internationale, et la rupture totale avec les sociaux-démocrates ayant participé à l'Union sacrée. Le slogan de lutte pour la paix est totalement rejeté par la gauche de Zimmerwald, qui adopte le mot d'ordre de transformation de la guerre impérialiste en guerre civile contre la bourgeoisie, c'est-à-dire en révolution socialiste.
Toutefois, cette minorité voyait dans les résultats de la conférence, c'est-à-dire la réaffirmation de l'internationalisme, un « premier pas » pour la reconstruction du mouvement socialiste après la guerre sur des bases nouvelles.

## Participants
38 délégués sont présents :

### Pays neutres
- Suisse : Robert Grimm, Charles Naine, Fritz Platten et Karl Moor (en) comme observateurs sans mandat de leur parti ;
- Pays-Bas : Henriette Roland Holst
- Suède : Zeth Höglund
- Norvège : Ture Nerman
- Bulgarie (rejoint les empires centraux en octobre 1915) : Vasil Kolarov ;
- Roumanie (rejoint l'Entente en août 1916) : Christian Rakovski.

### Pays de l'Entente
- Italie : Oddino Morgari (en), Angelica Balabanova, Giuseppe Emanuele Modigliani (it), Costantino Lazzari, Giacinto Serrati ;
- France : Alphonse Merrheim et Albert Bourderon
- Royaume-Uni : Fred Jowett, John Bruce Glasier (en), Edwin C. Fairchild (en) ;
- Empire russe :
  - Lénine, Grigori Zinoviev (bolcheviks), Pavel Axelrod, Julius Martov, Léon Trotski (mencheviks), Mark Natanson et Viktor Tchernov (socialistes-révolutionnaires) ;
  - Karl Radek, Adolf Warski (en) et Maksymilian Horwitz (en) pour les partis socialistes de Pologne russe ;
  - Ian Berzine pour les socialistes lettons ;
  - P. L. Giřs-Lemanski pour l'Union générale des travailleurs juifs (Bund) comme observateur.

### Empires centraux
- Allemagne, dix délégués : Ewald Vogtherr, Georg Ledebour, Adolf Hoffmann, Joseph Herzfeld, Minna Reichert, Heinrich Berges, Gustav Lachenmaier, Bertha Thalheimer, Ernst Meyer, Julian Borchardt.

Le Français Pierre Monatte, les Russes Inès Armand et Nadejda Kroupskaïa, les Allemands Karl Kautsky, Karl Liebknecht et Willi Münzenberg, bien que favorables au principe de la conférence, ne peuvent y participer pour différentes raisons ; les sociaux-démocrates austro-hongrois renoncent à venir pour ne pas exacerber les divisions au sein de leur mouvement.

## Suites de la conférence
Les socialistes « zimmerwaldiens » se rencontrent encore à deux reprises pendant la guerre, à la conférence de Kiental en Suisse (24-30 avril 1916) et à celle de Stockholm (5-12 septembre 1917).
Les partis socialistes de l'Entente partisans de l'Union sacrée tiennent une série de conférences interalliées (en), de février 1915 à septembre 1918, pour s'opposer au programme de Zimmerwald.

## Le chant de Zimmerwald
Zimmerwald est le titre d'un chant communiste faisant référence à cette conférence. Il a été écrit en 1936 par des militants trotskystes français affirmant leur fidélité aux idées internationalistes.
En voici les paroles :
« Pionniers rouges, marchons en colonnes,

Nos pas martèlent le sol.

Drapeaux rouges éclatant au soleil du couchant,

Émergeant de la houle des blés ;

Nos pas sur le sol semblent dire en cadence :

Tu guideras nos pas, Zimmerwald.

Là-bas, émergeant de la plaine,

Paysan reprend haleine ;

À la guerre a souffert bien qu'il n'ait pas de terres,

Aujourd'hui, c'est toujours la misère.

On entend sa faux qui chante dans les blés :

Tu guideras nos pas, Zimmerwald.

Sortant éreinté de la mine,

Regagnant son noir coron,

Le mineur que l'on croise et qui lève le poing,

Dit : le monde va changer de base !

Le pic sur le sol, qui creuse le charbon,

Tu guideras nos pas, Zimmerwald.

Voici un régiment qui passe.

Bétail marchant vers la guerre.

Dans les rangs des yeux clairs fixent notre drapeau

Mais l’officier oblige à se taire.

Au reflet des fusils le soleil a écrit :

Tu guideras nos pas, Zimmerwald.

Partout la parole de Lénine,

De Liebknecht et de Rosa

Retentit dans les champs, les casernes, les usines,

L’ennemi est dans notre pays ;

Si la guerre éclate, le bourgeois à abattre

Sera écrasé par Zimmerwald. »